# Tuoba
Tuoba (albo Tabgacze) – jedno z plemion Xianbei, które założyło Północną dynastię Wei (386 – 535) i zjednoczyło północne Chiny.
Tuoba stanowili początkowo część wielkiej konfederacji Xianbei. Sama nazwa Tuoba jest chińską transkrypcją oryginalnej nazwy Tabgacz. Język Tuoba pozostaje kwestią sporną wśród uczonych. Jedni uważają, że był on językiem tureckim, inni że językiem mongolskim, istnieje także hipoteza zgodnie z którą był on wymarłym językiem ałtajskim, odmiennym od innych znanych nam języków. Samodzielna konfederacja Tuoba została ustanowiona w roku 258, a ich terytorium miało wówczas centrum w Shengle (na północ od dzisiejszego Huolingol w Mongolii Wewnętrznej) w pobliżu Wielkiego Muru. Pod koniec III wieku Tuoba zajęli wschodni brzeg północno-zachodniego zakola Huang He w dzisiejszej prowincji Shanxi. W zamian za służbę jako wojska posiłkowe Zachodniej dynastii Jin przywódcy Tuoba otrzymali w roku 310 tytuł księcia (gong), a w roku 314 króla (wang). Wykorzystując polityczną pustkę jaka powstała po upadku Zachodniej dynastii Jin w roku 316 Tuoba rozciągnęli swoją kontrolę na ogromne terytorium pomiędzy Mandżurią a doliną rzeki Ili. Konfederacja Tuoba stała się znaczącą siłą pod władzą Shi Yijiana (338 – 376), który zbudował pałac i stolicę w Shengle oraz w roku 340 oficjalnie ustanowił państwo Dai. Zostało ono jednak podbite przez Wcześniejsze Qin w roku 376.
Kiedy jednak Wcześniejsze Qin zaczęło się rozpadać po klęsce nad rzeką Fei w roku 383, przywódca Tuoba, Tuoba Gui (późniejszy cesarz Daowu) (386 – 409), wykorzystał tę sytuację do restytucji państwa, w roku 386 zmieniając jednak jego nazwę z Dai na Wei. Założona przez niego Północna dynastia Wei, wykorzystując dostęp do stepu zapewniający posiadanie kawalerii dającej militarną przewagę nad innymi „barbarzyńskimi” państwami w Chinach, w roku 439 zjednoczyła całe północne Chiny. Panując nad północnymi Chinami Tuoba stopniowo ulegali coraz większym wpływom buddyzmu i chińskiej kultury. Z biegiem czasu dwór, który od początku znajdował się pod wpływem chińskich zwyczajów administracyjnych i ceremoniału, uległ całkowitej sinizacji. W roku 493 cesarz Xiaowen (471 – 499) pod wpływem chińskich urzędników na dworze przeniósł stolicę do Luoyangu, który pełnił tę rolę już za czasów dynastii Han. Na dworze zakazano używania języków innych niż chiński i zaczęły na nim bezwzględnie obowiązywać chińskie stroje i zwyczaje. Wielosylabowe nazwiska Xianbei zastąpiono nazwiskami chińskimi (nazwisko rodu cesarskiego, Tuoba, zmieniono na Yuan).
Ta polityka przymusowej sinizacji spotkała się z opozycją wojsk zgrupowanych na froncie północnym, których żołnierze byli nadal przywiązani do języka i zwyczajów Xianbei, i w wyniku wstrząsających od roku 523 państwem wojskowych rebelii w roku 535 Północna dynastia Wei ostatecznie rozpadła się na Zachodnią dynastię Wei ze stolicą w Chang’anie (dzis. Xi’an) i Wschodnią dynastię Wei ze stolicą w Ye w dzis. prowincji Hebei. Sprawujący faktyczną władzę w Zachodnim Wei ród Yuwen, który w roku 557 założył Północną dynastię Zhou, dążył do odwrócenia sinizacji, m.in. przywracając tradycyjne nazwiska Xianbei, a nawet nadając je Chińczykom. W roku 577 reżim Yuwen ponownie zjednoczył północne Chiny, obalając konkurencyjną Północną dynastię Qi. W roku 581 Północną dynastię Zhou obalił jednak jeden z jej chińskich generałów, Yang Jian (581 – 604), który założył dynastię Sui i w roku 589 zjednoczył całe Chiny. Pod rządami chińskich dynastii proces sinizacji Tuoba wkrótce uległ zakończeniu.